# Dai Jitao

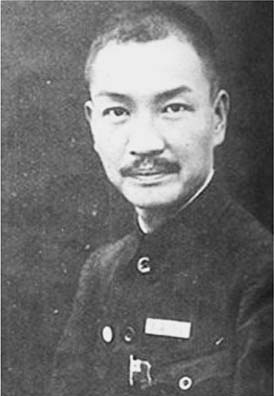
Dai Jitao.

Dai Jitao (chinesisch 戴季陶, Pinyin Dài Jìtáo, W.-G. Tai Chi-t'ao) (* 6. Januar 1891 in Guanghan, Provinz Sichuan, Chinesisches Kaiserreich; † 11. Februar 1949 in der Republik China) war ein chinesischer Politiker und Publizist, einer der wichtigsten Theoretiker der Guomindang-Partei und langjähriger Leiter des Prüfungs-Yuan (1928–48).

## Biographie
Dai wurde in Guanghan (Provinz Sichuan) geboren. Nachdem er die klassische chinesische Grundausbildung erhalten hatte, aber bei der Shēngyuán-Prüfung scheiterte, ging er zum Studium nach Japan. Hier gründete der gesellige junge Mann 1908 die Assoziation Chinesischer Studenten in Japan und wurde deren Präsident. Nach dem erfolgreichen Abschluss der Universität ging Dai zurück nach China, wo er zum Redakteur einer kleinen shanghaier Zeitung wird. Er attackierte in seiner Zeitung die lokalen Bürokraten und trat der lokalen Zelle der Tongmenghui bei. Im Dezember 1911 stellte sich Dai auf die Seite der Revolution. Eine entscheidende Rolle für seine politische Karriere und seine Überzeugungen spielte die Bekanntschaft sowie langjährige Zusammenarbeit mit Sun Yat-sen, dem Führer der chinesischen Revolution und Guomindang. Dai wurde zum persönlichen Sekretär von Sun und bekam 1912 auch den Posten des Direktors der nationalen Eisenbahnen. Nach der „Zweiten Revolution“ 1913 ging er mit Sun Yat-sen und anderen führenden Guomindang-Mitgliedern ins japanische Exil, wo er zum Redakteur des neuen Parteipresseorgans „Minguo Zazhi“ berufen wird.
Nach der Rückkehr nach China (in die Provinz Guangdong, die als einzige zum Teil Guomindang gehörte) bekleidete Dai Jitao abwechselnd einige wichtige Ämter, wie das des Generalsekretärs des militärischen Hauptquartiers oder des Vize-Außenministers. In den Jahren 1919–22 beschäftigte sich Dai mit der Popularisierung der Ideen von Sun Yatsen, aber auch zunehmend mit Marxismus. Mit seinen Artikeln war er einer der ersten chinesischen Interpreten des Marxismus und war sogar an der Gründung der Kommunistischen Partei Chinas beteiligt, obwohl er die Mitgliedschaft verweigerte. Später wandte er sich überraschend ganz gegen die KPCh und lehnte die Politik der Einheitsfront mit den Kommunisten, die von Sun Yat-sen vertreten wurde, entschieden ab.
Auf dem Ersten Nationalen Kongress der Guomindang 1924 wurde Dai zum Mitglied des Zentralen Exekutivkomitee der Partei gewählt und zum Leiter der Propagandaabteilung ernannt. Bald danach bestieg er die Posten des Vorsitzenden des Komitees für die Kodifizierung der Gesetze und des Leiters der Politischen Abteilung der Whampoa-Militärakademie. Nach dem Tode von Sun Yat-sen 1925 begann Dai mit der Verarbeitung des geistigen Erbes seines Mäzens, wobei er viel von seinen eigenen Gedanken in die Schriften und Aussagen Suns hineininterpretierte. Unter anderem verstand er die Morallehre des Konfuzianismus mit den Ideen Sun Yat-sens, der eigentlich ein Gegner des Konfuzianismus war, zu verbinden. Doch zum zentralen Punkt seiner literarischen und politischen Tätigkeit wurde der Widerstand gegen den Kommunismus. Seine antikommunistischen Schriften lieferten die Grundlage für die Verfolgung dieser durch Chiang Kai-shek. Es entstand sogar der Begriff „Daijitaoismus“, der ebendiese Philosophie der Konfrontation mit den Linken beschrieb.
Nach dem Anfang des Nordfeldzuges wurde Dai für kurze Zeit als Dekan der Pekinger Universität eingesetzt, ging aber bald nach Japan mit einer diplomatischen Mission. Im November 1928 wird Dai Jitao, in dem Chiang einen seiner treuesten Unterstützer sah, zum ständigen Mitglied des Exekutivkomitee gewählt und kurz danach sogar zum Präsidenten des Examinationsyuan. Dieses Amt wird er 20 Jahre fast bis zu seinem Tod bekleiden. Während dieser Zeit betrieb er eine passive, regierungstreue Politik. Dai beschäftigte sich dazu häufig mit auswärtigen Angelegenheiten, besonders mit dem Verhältnis zu Japan, da er diesem Land gegenüber sehr freundlich gesinnt war.
Trotz seiner hohen Ämter schied Dai aus der aktiven Politik praktisch aus. Er begann sich stark für Buddhismus zu interessieren, womit er immer mehr Zeit verbrachte. Seine letzten außenpolitischen Aktivitäten sind mit Indien verbunden, das er als Heimatland des Buddhismus sehr schätzte. Wegen gesundheitlicher Probleme trat er im Juli 1948 vom Posten des Präsidenten des Examinationsyuan ab. Nachdem Dai Jitao von den überwältigenden Erfolgen der Kommunistischen Partei Chinas am Ende des Bürgerkrieges erfahren hatte, nahm er sich mit einer Überdosis Schlaftabletten das Leben.